# Diasemiodes nigralis
Diasemiodes nigralis is een vlinder uit de familie van de grasmotten (Crambidae). De wetenschappelijke naam van deze soort is voor het eerst voorgesteld als Pyrausta nigralis door Charles Henry Fernald in een publicatie uit 1892.
De soort komt voor in de Verenigde Staten.